# Bencze József (lelkész)
Bencze József (Bentze József) (Homoródalmás, 1720 körül – Torda, 1770. február 11.) unitárius lelkész.

## Élete
Atyja Bencze András unitárius pap volt; 1735. szeptember 1.-jén lett Kolozsváron diák; innét 1743. szeptember 7.-én ment Torockóra tanítónak. 1756. április 24.-én ment Tordára.

## Munkái
Igazságnak győzedelmi koronája. Kolozsvár, 1765. (Halotti beszéd idősb Pókai Sárosi György felett.)
Kéziratban: Prédikációi (99), melyeket Tordán 1756-tól 1759-ig elmondott és maga saját kezével leírt (az Országos Széchényi Könyvtárban).